# Funkcja przeżycia

## Definicja
Funkcja przeżycia – prawdopodobieństwo, że bankructwo nie nastąpi do chwili {\displaystyle t.}

## Wzór
{\displaystyle G_{P}(t)=1-F_{P}(t)=P(t<\tau ),}
gdzie:
{\displaystyle F_{P}(t)} – dystrybuanta momentu bankructwa.

## Przykład
Jeżeli moment bankructwa ma rozkład gamma o parametrach {\displaystyle k=3} oraz {\displaystyle \theta =2,} to funkcja przeżycia do chwili t wyraża się wzorem:
{\displaystyle G_{P}(t)=2t^{2}e^{-2t}+2te^{-2t}+e^{-2t}.}